# Koce-Basie
Koce-Basie – wieś w Polsce położona w województwie podlaskim, w powiecie wysokomazowieckim, w gminie Ciechanowiec.
Zaścianek szlachecki Basie należący do okolicy zaściankowej Koce położony był w drugiej połowie XVII wieku w ziemi drohickiej województwa podlaskiego.
W latach 1954–1959 wieś należała i była siedzibą władz gromady Koce-Basie, po jej zniesieniu w gromadzie Winna-Chroły. W latach 1975–1998 miejscowość administracyjnie należała do województwa łomżyńskiego.
Wierni kościoła rzymskokatolickiego należą do parafii Parafia św. Doroty w Winnej Poświętnej.

## Historia
Wieś została założona na początku XV wieku. Podlasie znajdowało się wtedy we władaniu księcia Janusza I mazowieckiego, który prowadził na tych terenach osadnictwo drobnego rycerstwa mazowieckiego. Pierwsza wzmianka o osiedleniu się tu szlachty pochodzi z roku 1464. (Archiwum Drohiczyńskie; Herbarz Kapicy-Milewskiego).
Koce-Basie, Koce-Basie Dołki, Koce-Borowe, Koce-Piskuły i Koce-Schaby tworzyły tzw. okolicę szlachecką, zamieszkiwaną najczęściej przez Koców herbu Dąbrowa.
W I Rzeczypospolitej należały do ziemi drohickiej w województwie podlaskim.
Pod koniec wieku XIX wieś należała do powiatu bielskego, gubernia grodzieńska, gmina Skórzec. Powierzchnia ziemi włościańskiej wynosiła 60 dziesięcin, a ziemi drobnej szlachty – 178 dziesięcin
W roku 1921 naliczono 19 budynków z przeznaczeniem mieszkalnym i 21 innych zamieszkałych oraz 210 mieszkańców (110 mężczyzn i 100 kobiet). Wszyscy zgłosili narodowość polską. Wyznanie rzymskokatolickie zadeklarowało 206 osób, prawosławne 4.
Do dzisiaj w Kocach mieszkają liczni Kocowie – potomkowie rycerstwa z czasów króla Władysława Jagiełły.

## Obiekty zabytkowe
- kapliczka murowana, początek XX w.
- dom drewniany z końca XIX w.

## Współczesność
We wsi funkcjonują:
- stacja paliw
- firma handlu stałego i obwoźnego
- zakład inseminacji zwierząt

## Organizacje pożytku publicznego
- Ochotnicza Straż Pożarna – Koce-Basie 30A, jednostka typu „S”